# باشگاه فوتبال پرسیب باندونگ
باشگاه فوتبال پرسیب باندونگ (انگلیسی: Persib Bandung) یک باشگاه فوتبال از اندونزی است که در شهر باندونگ استان جاوه غربی قرار دارد.این باشگاه نیز در لیگ قهرمانان اسیا۲ نیز حضور داشته. 